# Kanton Serrières
Kanton Serrières (fr. Canton de Serrières) je francouzský kanton v departementu Ardèche v regionu Rhône-Alpes. Skládá se ze 17 obcí.

## Obce kantonu
- Andance
- Bogy
- Brossainc
- Champagne
- Charnas
- Colombier-le-Cardinal
- Félines
- Limony
- Peaugres
- Peyraud
- Saint-Désirat
- Saint-Étienne-de-Valoux
- Saint-Jacques-d'Atticieux
- Savas
- Serrières
- Thorrenc
- Vinzieux